# Маріан Ковач
Маріан Ковач (*6 лютого 1959, Красний Брід) — колишній словацький і чехословацький політик українського (русинського) походження, після Оксамитової революції член Палати націй Федеральних зборів від Комуністичної партії Словаччини, пізніше від Демократичної лівої партії.

## Життєпис
Одружений, має сина та дочку.
На виборах 1990 року він був обраний до словацької частини Палати націй (виборчий округ Східно-Словацької області) від КПС, яка на той час ще була словацькою територіальною організацією національної Комуністичної партії Чехословаччини (КПЧС). Але поступово вона стала незалежною і, на відміну від своєї сестринської партії в Чехії, трансформувалася в посткомуністичну Партію демократичних лівих. Тому Ковач перейшов до клубу ПДЛ. Захищав мандат на виборах 1992 року. Він залишався у Федеральних зборах до розпаду Чехословаччини в грудні 1992 року. Був зарахований до політиків української національності.
У 1990 році як політик брав участь у сходженні на гору Риси, продовживши традицію цих заходів у пострейлових умовах, які, однак, супроводжувалися вшануванням сходження Володимира Леніна за часів комуністичного режиму. З 1993 по 1996 рік був співробітником Міністерства оборони Словацької Республіки. У 1998—2002 роках брав активну участь у регіональній політиці, обіймав посаду депутата міської ради та представництва в Гуменному. За одним джерелом, він припинив своє членство в ПДЛ у 2004 році на знак протесту проти злиття з партією Курс — соціальна демократія і пішов з політики. Однак у 2010 р. пан Маріан Ковач значиться окружним головою ПДЛ в окрузі Гуменне. На муніципальних виборах 2014 року він балотувався до муніципальної ради в Гуменне як кандидат від громадян за підтримки партії TIP.

### Зовнішні посилання
- Маріан Ковач у парламенті